# Hennessey Venom GT
Hennessey Venom GT — спортивный автомобиль американской тюнинговой компании Hennessey Performance Engineering, производившийся с 2010 по 2016 года. Автомобиль основан на базе кузова Lotus Exige с использованием двигателя LS9 от Chevrolet Corvette ZR1. Всего произведено двенадцать экземпляров: шесть купе и шесть родстеров.
Автомобиль имеет несколько рекордов скорости, в том числе с 2013 года купе удерживает рекорд Книги рекордов Гиннесса в разгоне до 300 км/ч за 13,63 секунды.

## История создания
В июле 2007 года автомобиль Hennessey Venom 1000 Twin Turbo Viper, являющийся модернизированной версией Dodge Viper, победил в тесте гиперкаров журнала Road & Track. Автомобиль выполнил разгон от 0 до 200 миль/ч (321 км/ч) за 20,3 секунды. Для улучшения характеристик было решено отказаться от Dodge Viper в пользу Lotus Exige совместно с двигателем Venom 1000 Twin Turbo. В результате, осенью 2007 года, был официально анонсирован концепт на базе кузова Lotus Exige — Hennessey Venom GT, весом около 1225 кг (2700 английских фунтов) и десятицилиндровым двигателем мощностью более 1000 л. с. Концепт был нарисован британским дизайнером Стивом Эвериттом.
Спустя два года, в 2009 году, появились первые фотографии и технические характеристики прототипа. Вместо десятицилиндрового двигателя он получил модифицированный восьмицилиндровый двигатель LS9 компании General Motors.
Изначально компания планировала ограничить производство модели количеством 29 экземпляров. Всего же с 2010 по 2016 года было произведено двенадцать автомобилей: первые шесть из них были в версии купе, остальные — родстер. Последний автомобиль — родстер Hennessey Venom GT Spyder под названием «Final Edition» отличает синий цвет кузова с белыми полосами по середине. Его стоимость равна 1,2 миллиона долларов.

## Hennessey Venom GT
Официально гиперкар был представлен 29 марта 2010 года. В автомобиль установлен двигатель LS9 от Chevrolet Corvette ZR1 объёмом 6,2 литра с механическим нагнетателем форсированный до 725 л. с., либо тот же двигатель с двумя турбокомпрессорами мощностью 1000 и 1200 л. с. Заднеприводный автомобиль с шестиступенчатой коробкой передач имеет регулируемые систему подвески и заднее антикрыло. Кузов же был удлинён на 600 мм и расширен на 300 мм. Компания планировала производить 10 автомобилей в год с ценой начинающейся от 600 тысяч долларов за модель начального уровня (725 л. с.).
14 июня 2010 года первый автомобиль был отправлен покупателю. Модель комплектовалась двигателем мощностью 1200 л. с. Также производителем были озвучены характеристики разгона модели с двигателем мощностью 1030 л. с.: до 100 км/ч за 2,9 секунды, до 200 км/ч — 7 с, до 300 км/ч — 14,9 с. Испытания на максимальную скорость к тому времени были не завершены. Цена же на автомобили начиналась от 725 тысяч долларов за модель с 725 л. с., 850 тысяч — за 1030 л. с. и 1 миллион — за 1200 л. с. Позже появилась информация, что модель с 1200 л. с. осуществляет разгон до 60 миль/ч (96,5 км/ч) за 2,5 секунды.

## Hennessey Venom GT Spyder
В конце 2011 года была анонсирована модификация со съёмной крышей — родстер Hennessey Venom GT Spyder. Автомобиль дороже версии в кузове купе на 150 тысяч и стоит 1,1 миллиона долларов. Модификация со съёмной крышей появилась благодаря просьбе Стивена Тайлера, он же и стал первым владельцем родстера Venom GT в мае 2012 года. Изменения в конструкции увеличили вес автомобиля, поэтому было принято решение также увеличить мощность двигателя до 1244 л. с., чтобы соответствовать соотношению массы к мощности равному единице. Также был увеличен объём двигателя до 7 литров.
На автомобильной выставке SEMA в 2015 году была представлена версия родстера с форсированным до 1451 л. с. двигателем. Также вырос крутящий момент до 1745 Н·м, а разгон до 96 км/ч стал возможен за 2,4 секунды.

## Рекорды
В январе 2013 года купе попало в книгу рекордов Гиннесса, разогнавшись до 300 км/ч за 13,63 секунды, побив прежний рекорд Koenigsegg Agera R в 14,53 секунды. Однако, на собственном испытании компании без представителей книги Гиннесса, где купе упражнялось в разгоне с нуля до 370 км/ч, ему потребовалось всего 19,96 секунды для достижения 370 км/ч, а отметку 300 км/ч автомобиль прошёл за 13,48 с.
Позже, 9 февраля 2013 года, на взлётной полосе авиабазы ВМС США в Калифорнии купе разогналось до 427,6 км/ч и его создатели стали называть Hennessey Venom GT самым быстрым серийным автомобилем, исходя из того, что Bugatti Veyron Super Sport, которому принадлежит этот рекорд с 2010 года, когда он показал 431 км/ч, поставляется  покупателям с ограничителем максимальной скорости равной 415 км/ч.
В феврале 2014 года на территории космического центра Кеннеди купе достигло скорости 435 км/ч в единичном заезде. В книгу рекордов Гиннесса рекорд не попал, так как необходимо среднее значение двух заездов в противоположных направлениях, а также объём выпуска автомобиля должен быть от 30 экземпляров. Несмотря на это, компания планировала выпустить в честь рекорда спецверсию автомобиля ограниченную тремя экземплярами под названием Hennessey Venom GT «World’s Fastest Edition». Отличием от стандартной версии является окраска кузова, которая имеет красно-бело-синие полосы идущие по центру.
Весной 2016 года родстер Venom GT Spyder с форсированным двигателем до 1451 л. с. развил максимальную скорость 427,4 км/ч. Рекорд самого быстрого автомобиля с открытым верхом зафиксирована представителем компания Racelogic, занимающаяся независимыми тестированиями. Компания также планировала отметить это событие выпуском трёх спецверсий родстера под названием «World Record Edition» стоимостью 1,3 миллиона.